# Hostinné
Hostinné (in tedesco Arnau) è una città della Repubblica Ceca facente parte del distretto di Trutnov, nella regione di Hradec Králové.